# Phyllodocida
Phyllodocida Dales, 1962 è un ordine dei Polychaeta.

## Tassonomia
- Sottordine Aphroditiformia
  - Famiglia Acoetidae Kinberg, 1856
  - Famiglia Aphroditidae Malmgren, 1867
  - Famiglia Eulepethidae Chamberlin, 1919
  - Famiglia Iphionidae Kinberg, 1856
  - Famiglia Polynoidae Kinberg, 1856
  - Famiglia Sigalionidae Kinberg, 1856
- Sottordine Glyceriformia
  - Famiglia Glyceridae Grube, 1850
  - Famiglia Goniadidae Kinberg, 1866
  - Famiglia Lacydoniidae Bergström, 1914
  - Famiglia Paralacydoniidae Pettibone, 1963
- Sottordine Nereidiformia
  - Famiglia Antonbruunidae Fauchald, 1977
  - Famiglia Chrysopetalidae Ehlers, 1864
  - Famiglia Hesionidaee Grube, 1850
  - Famiglia Microphthalmidae Hartmann-Schröder, 1971
  - Famiglia Nereididae Blainville, 1818
  - Famiglia Pilargidae Saint-Joseph, 1899
  - Famiglia Syllidae Grube, 1850
- Sottordine Phyllodociformia
  - Famiglia Lopadorhynchidae Claparède, 1870
  - Famiglia Phyllodocidae Örsted, 1843
  - Famiglia Pontodoridae Bergström, 1914
- Phyllodocida incertae sedis 
  - Famiglia Ichthyotomidae Eisig, 1906
  - Famiglia Iospilidae Bergström, 1914
  - Famiglia Nephtyidae Grube, 1850
  - Famiglia Sphaeodoridae Malmgren, 1867
  - Famiglia Tomopteridae Grube, 1850
  - Famiglia Typhloscolecidae Uljanin, 1878
  - Famiglia Yndolaciidae Støp-Bowitz, 1987